# ولایت خودمختار سانجی هوئی
ولایت خودمختار سانجی هوئی (به اویغوری: سانجى خۇيزۇ ئاپتونوم ئوبلاستى) و یا ولایت خودمختار چانگجی هوئی (به چینی: 昌吉回族自治州، به پین‌یین: Chāngjí Huízú Zìzhìzhōu) یکی از ولایات خودمختار منطقه خودمختار سین‌کیانگ می‌باشد.
این ولایت در سال ۱۹۵۴ میلادی برای مردم هوئی (مسلمانان چینی‌تبار) تاسیس شد. با این حال، مردم هوئی تنها ۱۰٫۷٪ جمعیت ولایت خودمختار را تشکیل می دهند. اکثریت جمعیت ولایت، ۷۲٫۳٪ را مردم هان تشکیل می دهند.

## جغرافیا
این ولایت، از سال ۲۰۰۷ میلادی به این سو، توسط شهر اورومچی (منطقه میدونگ،) و شهر ووجیاچو به دو نیمه شرقی و غربی تقسیم شده است. در سال ۲۰۰۷ میلادی، شهر میچوان، در شمال شهر اورومچی و مابین شهرهای سانجی و فوکانگ، از ولایت خودمختار سانجی هوئی جدا شده، به تابعیت شهر اورومچی در آمده، منحل شده و با ادغام با منطقهٔ‌ دونگشان، به عنوان منطقه میدونگ تاسیس شده.

## تاریخ
در دوران جمهوری چین و همین‌طور سالهای اول استقرار جمهوری خلق چین، شهرستانهایی که امروزه ولایت سانجی را تشکیل می‌دهند، به همراه «شهر در سطح ولایت» تورفان (عارضه جغرافیایی چاله تورفان) و شهر اورومچی، که در آن زمان موسوم به «شهر دیهوا» بود، یک ولایت واحد به نام «ولایت دیهوا» را تشکیل می دادند.
در سال ۱۹۳۶ میلادی، با جدا شدن از شهرستان تورفان در ولایت دیهوا، شهرستان توقسون تاسیس شد. این شهرستان، ضمیمهٔ ولایت یانچی (ولایت خودمختار بایینغولین مغول امروزی) شد.
در سال ۱۹۳۸، شهرستان توقسون از ولایت یانچی جدا شده و به ولایت دیهوا پیوست.
در دسامبر ۱۹۴۹، شهر دیهوا به «شهر در سطح ولایت» ارتقاء یافت و از ولایت دیهوا مستقل شد. شهرستان دیهوا تابع ولایت دیهوا باقی ماند.
ولایت خودمختار سانجی هوئی در سال ۱۹۵۴ میلادی برای مردم هوئی (مسلمانان چینی‌تبار) تاسیس شد. در همان سال، شهر «دیهوا» به «اورومچی»، و شهرستان دیهوا به شهرستان اورومچی تغییر نام داد. این ولایت در ابتدا کوچک بوده و تنها متشکل از ۳ شهرستان بود، شهرستان سانجی،‌ شهرستان اورومچی، و شهرستان میچوان. بقیهٔ «ولایت دیهوا»، با وجود اینکه نه شهر اورومچی را شامل می شد و نه شهرستان اورومچی، به «ولایت اورومچی» تغییر نام داد.
یک سال بعد، در اکتبر ۱۹۵۵ میلادی، استان سین‌کیانگ به «منطقهٔ خودمختار سین‌کیانگ اویغور» ارتقاء یافت.
در سال ۱۹۵۸ میلادی، ۳ شهرستان چاله تورفان جدا شده و مستقیما در تابعیت منطقهٔ خودمختار قرار گرفتند (وضعیتی که تا تاسیس ولایت تورفان تورفان در سال ۱۹۷۵ میلادی ادامه داشت.) در همان سال ۱۹۵۸ میلادی، ولایت خودمختار سانجی هوئی گسترده شده و شهرستان‌های ماناس، قوتوبی، فوکانگ، جیمسار، گوچونگ و شهرستان خودمختار موری قزاق را به خود ضمیمه کرد. در نتیجه، در سال ۱۹۵۸ میلادی «ولایت اورومچی» رسما منحل شد.
یک سال بعد، در سال ۱۹۵۹ میلادی، شهرستان اورومچی جدا شده و به شهر در سطح ولایت ارتقاء یافت. در این سال، ولایت خودمختار سانجی هوئی شکل امروزی خود را تقریبا پیدا کرد. تنها تغییر بین سال ۱۹۵۹ میلادی و سال ۲۰۰۲ میلادی، ارتقاء شهرستان‌های سانجی،‌ فوکانگ، و شهرستان میچوان به «شهر در سطح شهرستان» بود.
در سپتامبر ۲۰۰۲، با جدا شدن از «شهرهای در سطح شهرستان» سانجی و میچوان، «شهر در سطح شهرستان» ووجیاچو در ولایت خودمختار سانجی هوئی تاسیس شد.
در ژانویه ۲۰۰۴، شهر ووجیاچو به عنوان شهر وابسته به بینگتوان و «شهر تابع مستقیم منطقه خودمختار» تاسیس شده، از تابعیت ولایت خودمختار سانجی هوئی در آمده، و مستقیما در تابعیت اداری منطقه خودمختار سین‌کیانگ قرار گرفت.
در سال ۲۰۰۷، شهر میچوان نیز از ولایت خودمختار سانجی هوئی جدا شده. میچوان به تابعیت شهر اورومچی در آمده، منحل شده، و با ادغام با منطقهٔ‌ دونگشان، به عنوان منطقه میدونگ تاسیس شده. از آن تاریخ به بعد، شهر ووجیاچو و منطقه میدونگ، از لحاظ جغرافیایی، ولایت خودمختار سانجی هوئی را به دو قسمت مجزای شرقی و غربی تقسیم کرده‌اند.

## جمعیت
| ترکیب قومیتی ولایت خودمختار سانجی هوئی | ترکیب قومیتی ولایت خودمختار سانجی هوئی | ترکیب قومیتی ولایت خودمختار سانجی هوئی | ترکیب قومیتی ولایت خودمختار سانجی هوئی | ترکیب قومیتی ولایت خودمختار سانجی هوئی |
| -------------------------------------- | -------------------------------------- | -------------------------------------- | -------------------------------------- | -------------------------------------- |
| قومیت                                  | قومیت                                  |                                        | درصد                                   | درصد                                   |
| هان                                    | هان                                    |                                        | ۷۲٫۳٪                                  | ۷۲٫۳٪                                  |
| هوئی                                   | هوئی                                   |                                        | ۱۰٫۷٪                                  | ۱۰٫۷٪                                  |
| قزاق                                   | قزاق                                   |                                        | ۱۰٫۳٪                                  | ۱۰٫۳٪                                  |
| اویغور                                 | اویغور                                 |                                        | ۴٫۹٪                                   | ۴٫۹٪                                   |
| مغول                                   | مغول                                   |                                        | ۰٫۵٪                                   | ۰٫۵٪                                   |
| منجو                                   | منجو                                   |                                        | ۰٫۲٪                                   | ۰٫۲٪                                   |
| ازبک                                   | ازبک                                   |                                        | ۰٫۲٪                                   | ۰٫۲٪                                   |
| تاتار                                  | تاتار                                  |                                        | ۰٫۱٪                                   | ۰٫۱٪                                   |
| روس                                    | روس                                    |                                        | ۰٫۱٪                                   | ۰٫۱٪                                   |
| سایر                                   | سایر                                   |                                        | ۰٫۷٪                                   | ۰٫۷٪                                   |
| منبع سرشماری جمعیت :                   |                                        |                                        |                                        |                                        |

## شهرها و نواحی
|   |                            |                              |                  |                        |                                        |            |        |             |  |
|   | نام                        | اویغوری                      | حروف چینی        | پین‌یین                 | زبان اقلیت رسمی (شهرستان‌های خودمختار)  | جمعیت-۱۳۹۹ | مساحت  | تراکم جمعیت |  |
| ۱ | شهر سانجی / چانگجی         | سانجى شەھىرى                 | 昌吉市           | Chāngjí Shì            | -                                      | ۶۰۷٬۴۴۱    | ۷٬۹۷۱  | ۷۶٫۲۰       |  |
| ۲ | شهر فوکانگ                 | فۇكاڭ شەھىرى                 | 阜康市           | Fùkāng Shì             | -                                      | ۱۸۱٬۱۴۴    | ۸٬۵۲۹  | ۲۱٫۲۴       |  |
| ۳ | شهرستان قوتوبی             | قۇتۇبى ناھىيىسى              | 呼图壁县         | Hūtúbì Xiàn            | -                                      | ۱۹۲٬۶۳۸    | ۹٬۵۱۸  | ۲۰٫۲۴       |  |
| ۴ | شهرستان ماناس              | ماناس ناھىيىسى               | 玛纳斯县         | Mǎnàsī Xiàn            | -                                      | ۱۹۲٬۰۹۸    | ۹٬۱۷۱  | ۲۰٫۹۵       |  |
| ۵ | شهرستان گوچونگ / چیتای     | گۇچۇڭ ناھىيىسى               | 奇台县           | Qítái Xiàn             | -                                      | ۲۱۹٬۵۶۶    | ۱۶٬۶۴۵ | ۱۳٫۲۱       |  |
| ۶ | شهرستان جیمسار             | جىمىسار ناھىيىسى             | 吉木萨尔县       | Jímùsà'ěr Xiàn         | -                                      | ۱۵۳٬۱۹۷    | ۸٬۱۴۱  | ۱۸٫۸۲       |  |
| ۷ | شهرستان خودمختار موری قزاق | مورى قازاق ئاپتونوم ناھىيىسى | 木垒哈萨克自治县 | Mùlěi Hāsàkè zìzhìxiàn | (قزاقی) موري قازاق اۆتونوميالىق اۋدانى | ۶۷٬۲۵۶     | ۱۳٬۵۱۰ | ۴٫۹۸        |  |